# 胡德福
胡德福（發音：[ho˨˩ ʔɗɨk̚˧˦ fək̚˧˦]；1963年11月1日—），1993年7月5日加入越南共产党，经济学博士。越南政治人物，现任越南政府副总理、财政部长。

## 人物经历
胡德福早年就读于河内財政會計大學，毕业后回到乂安省琼瑠县，出任县建设工厂会计长，并在任内加入越南共产党，1994年，调任炉门市社，历任该市投资建设管理项目管理委员会会计长、财政物价处处长、市人民委员会副主席、越共炉门市社党委副书记、市人民委员会主席，2007年8月，升任越共乂安省党委常委、省人民委员会副主席，2010年10月，升任越共乂安省党委副书记、人民委员会主席，2013年3月，再度升任越共乂安省委书记，并兼任省人民议会主席。
2016年4月，离开乂安省，出任7月22日，在越南第十四届国会第一次会议上，胡德福以92.91%的赞成率，当选越南审计署总审计长。同时当选为第十四届国会代表。2021年4月8日，在越南第十四届国会第十一次会议上，被任命为越南财政部部长。2024年8月，出任越南政府副总理。